# Grégoire Kayibanda
Grégoire Kayibanda (født 1. maj 1924 i Tare, død 15. december 1976) var en rwandanesisk politiker, der var landets første folkevalgte præsident fra 1961 til 1973. Han repræsenterede partiet Parmehutu, som han også havde stiftet. Som præsident ledte Kayibanda landets kamp for uafhængighed fra Belgien og erstattede tutsi-monarkiet med en republik. Selv var han hutu.
Efter tilskyndelse fra panafrikanisterne, Hutuadvokater under Den Katolske Kirke og kristne belgiere, som fik mere og mere indflydelse i DR Congo, blev hutuernes forhold i Rwanda til de aristokratiske tutsier mere og mere betændt, og FN-mandater, tutsiernes overstatus, og de belgiske kolonister gjorde kun spændingerne større. Bevægelsen for hutuernes emancipation fik efter kort tid Grégoire Kayibanda, som på det tidspunkt allerede havde stiftet Parti du Mouvement de l'Emancipation Hutu eller bare Parmehutu og skrevet Hutumanifestet i 1957.
Bevægelsen blev hurtigt militant, og som modsvar stiftede tutsier, der ønskede uafhængighed for Ruanda-Urundi, UNAR-partiet. Denne gruppe blev også hurtigt militant, og der begyndte at komme sammenstød mellem UNAR- og Parmehutu-grupper, som endte i sejr til Parmehutu.
Efter hutuernes selvstændighed blev Kayibanda Rwandas præsident og efterfulgte dermed Dominique Mbonyumutwa som selv var hutu og midlertidig president siden det der blev kald Gitaramakuppen den. 28 Januar 1961. Han tjente som præsident fra 1962 indtil d. 5. juli 1973, hvor han blev udsat for et militærkup af sin forsvarsminister, generalen Juvénal Habyarimana. Kuppet er blevet beskrevet som ublodigt, men i virkeligheden blev estimerede 55 mennesker i tæt forbindelse til det tidligere regime. Familierne blev betalt for at holde tæt, og sammen med sin hustru blev Kayibanda sultet ihjel i et fængsel et ukendt sted i landet.